# Symmerus nobilis
Symmerus nobilis är en tvåvingeart som beskrevs av Paul Lackschewitz 1937. Symmerus nobilis ingår i släktet Symmerus och familjen hårvingsmyggor. Enligt den finländska rödlistan är arten sårbar i Finland. Enligt den svenska rödlistan är arten nära hotad i Sverige. Arten förekommer i Götaland, Svealand och Nedre Norrland. Artens livsmiljö är naturlundskogar. Inga underarter finns listade i Catalogue of Life.